# Contea di Ningming
Ningming (cinese: 宁明,  pinyin: Níngmíng; zhuang：Ningzmingz) è una contea che fa parte della città-prefettura di Chongzuo, nella parte occidentale della regione autonoma di Guangxi Zhuang, nel sud della Cina. Ningming confina con la Contea di Fusui a nord, la città-prefettura di Fangchenggang ad est, il Vietnam a sud e la Contea di Longzhou ad ovest. Ha una popolazione di 425.463 abitanti (2010), dei quali il 77,1% appartiene al gruppo etnico degli Zhuang. Ha un'estensione di 3.698 km².